# Congrés Internacional de Matemàtics de 2006
El Congrés Internacional de Matemàtics de 2006 va ser el vint-i-cinquè Congrés Internacional de Matemàtics que es va celebrar a Madrid, Espanya, del 22 d'agost al 30 d'agost de 2006.
El Premi Carl Friedrich Gauss es va atorgar per primera vegada al Congrés Internacional de Matemàtics de 2006, després de l'anunci del premi el 30 d'abril de 2002, en homenatge al 225è aniversari del naixement de Carl Friedrich Gauss.
El logotip oficial de la Unió Matemàtica Internacional es va presentar el 22 d'agost de 2006 a la cerimònia d'obertura del congrés. Va ser el guanyador d'un concurs internacional anunciat per l'IMU l'any 2004.

## Lloc
El Congrés Internacional de Matemàtics de 2006 es va celebrar a la Fira de Madrid a Madrid. Era la primera vegada que el Congrés se celebrava a Espanya.
Durant el Congrés de Madrid, la Policia Municipal va detenir dues bandes de falsos policies que havien robat almenys cinc matemàtics.
Durant el Congrés es va fer una presentació del projecte Estalmat. Estalmat és un projecte de la Reial Acadèmia Espanyola de Ciències que prepara joves talents en matemàtiques a Espanya. L'exposició va tenir lloc el 28 d'agost de 2006 a la tarda.

## Assemblea General
Del 19 al 20 d'agost de 2006 es va celebrar a Santiago de Compostel·la, Espanya, l'Assemblea General de la Unió Matemàtica Internacional. Va ser després de presentar-se com a ciutat amfitriona de l'Assemblea.
A l'Assemblea General, Manuel de León es va convertir en el primer matemàtic espanyol al Comitè Executiu de la Unió Matemàtica Internacional.
A l'Assemblea General es va escollir el nou president de la Unió Matemàtica Internacional, László Lovász, i el president del proper Congrés, escollint Hyderabad, Índia.

## Premis
El rei d'Espanya, Joan Carles I, va participar en l'acte inaugural, i va lliurar la Medalla Fields als matemàtics Andrei Okunkov, Grigori Perelmán, Terence Tao i Wendelin Werner.
Perelmán, guardonat per resoldre la conjectura de Poincaré el 2002, un dels problemes del Mil·lenni del Clay Institute of Mathematics, va declinar la medalla. El lliurament de la Medalla a Perelmán estava previst molt abans del congrés.